# Baga (peuple)
Pour les articles homonymes, voir Baga et Bagas.
Les Baga sont une population d'Afrique de l'Ouest vivant sur le littoral et quelques îles, principalement en Guinée, également en Guinée-Bissau et en Sierra Leone. D'abord riziculteurs et producteurs de sel, ils ont également été de grands sculpteurs de masques et d'objets rituels, dont beaucoup ont été détruits au moment de l'islamisation ou emportés à l'étranger. La plupart des traditions sculpturales baga se sont ainsi effondrées. Après l'indépendance de la Guinée en 1958, puis le régime de répression instauré par le président Sékou Touré, les Baga construisent leur nouvelle identité.

## Ethnonymie
Selon les sources et le contexte, on observe différentes formes : Aga, Baele, Baga-Binari, Baga-Koga, Bagas, Bagga, Bago, Bailo, Barka, Boloes, Kalum, Zape Boulones.

## Population
Le Bagataï, ou pays Baga, se situe autour des villes de Boké, de Boffa et de Kamsar, en Basse-Guinée, c'est-à-dire dans la région de la Guinée maritime. Les Bagas occupent également de nombreuses îles de la Basse-Guinée, tels que les îles de Loos au large de Conakry, dont ils sont d'ailleurs les premiers occupants. En effet, Conakry, capitale de la République de Guinée, vient du mot baga « konakiri », tout comme la majorité des noms de ses quartiers et des communes alentour.
Les Baga vivent dans une région marécageuse couverte de mangrove, sous un climat tropical, chaud et très humide. Ils pratiquent avant tout la riziculture, mais produisent aussi du coton, des calebasses, du mil, du palmier à huile, du gombo, du sésame et du sorgho, et pêchent le long du littoral.
Selon les sources, la population Baga est estimée à 45 000, 60 000 ou 80 000 personnes.

## Sous-groupes
« Baga » est un hétéronyme désignant en réalité au moins cinq groupes linguistiques différents :
- Les Bagas Sitémou (ou Sitemu, Sitem) sont établis autour de Boké. Selon Denise Paulme, en 1957[8], on en dénombrait environ 12 000 entre le rio Nunez et le rio Kapatchez (ou Katako). À cette date, cinq localités sitémou dépassaient le millier d'habitants : Katako (le centre culturel du pays sitémou), Katongoro, Kawas, Taibé et Couffin.
- Les Bagas Foré (foré signifiant « noir », en soussou) se désignent eux-mêmes comme Baga Buluñits – du mot bolong –, c'est-à-dire « habitants des marais ». Moins de 9 000, ils vivent autour de Boffa, près de Monchon. En 1957, les six villages foré les plus importants étaient : Kifinda, Mambasso, Melinsi, Monchon, Mintani et Yamponi[8].
- Les Bagas Koba vivent dans la plaine sableuse de la rive droite de la rivière Ouassou et sont concentrés dans les villages suivants : Koba, Taboriah, Tatema, Bassengué et Ganblan[9].
- Les Bagas Mandori (ou Maduri, Manduri) vivent principalement dans la zone de l'embouchure du rio Compony (ou Cogon, Kogon), dans la sous-préfecture de Kanfarandé, et des deux côtés de la frontière entre la Guinée et la Guinée-Bissau[9]. Leur langue, le baga-mandori, est condidérée comme en danger[10].
- Les Bagas Pukur (ou Pokur) sont présents dans deux villages, Mbotini et Binari, au nord du rio Kapatchez[2].

Plusieurs autres groupes peuvent être mentionnés, tels que les Bagas Kaloum ou les Bagas Kakissa.
À l'exception des Sitémous, ces groupes ont été assez peu étudiés

## Histoire
À l'origine, les Bagas habitaient les massifs montagneux du Fouta Djalon, région de la Moyenne Guinée, avant d'en être refoulés vers le sud et le littoral vers le XVIIe siècle par les vagues successives de Peuls. Les Bagas sont considérés par la tradition comme les premiers habitants du Fouta-Djalon. Cette migration massive de Peuls, originaires pour leur majorité du Macina, vers le Fouta Djalon, est une des causes de la parenté de toutes ces nombreuses ethnies qui bordent le golfe de Guinée, de la Casamance (dans le Fouladougou Harbala est une montagne qui s'appelle "Bagakourou", c'est-à-dire mont Baga) à la Sierra Leone.
Anciens possesseurs des bastions du Fouta actuel, ils étaient les intermédiaires obligés entre les peuples de la forêt ou du Soudan et ceux des rivières ou de la Sénégambie. Lorsque, au Moyen Âge, les navigateurs européens apparurent, ils descendirent par petits groupes vers le littoral, vendant leur ivoire aux étrangers. Ils étaient en effet, et sont encore, grands chasseurs et pêcheurs. Excellents arboriculteurs, les Bagas sont de grands cultivateurs de riz. Ils étaient également potiers et forgerons, avant que l'influence des Mandingues ne leur ait fait considérer ce dernier métier comme déshonorant.
Les principaux chefs furent : Sampeul, Bogos, Soumari Fi, Tonho, Tomoné, Kambara, Sory Pokaré, Ma Diwil, Mankarondé, Yayo, Manga Baki, Baya Tomboli, Balé Bokari, Balé Bassi.

Iconographie coloniale.
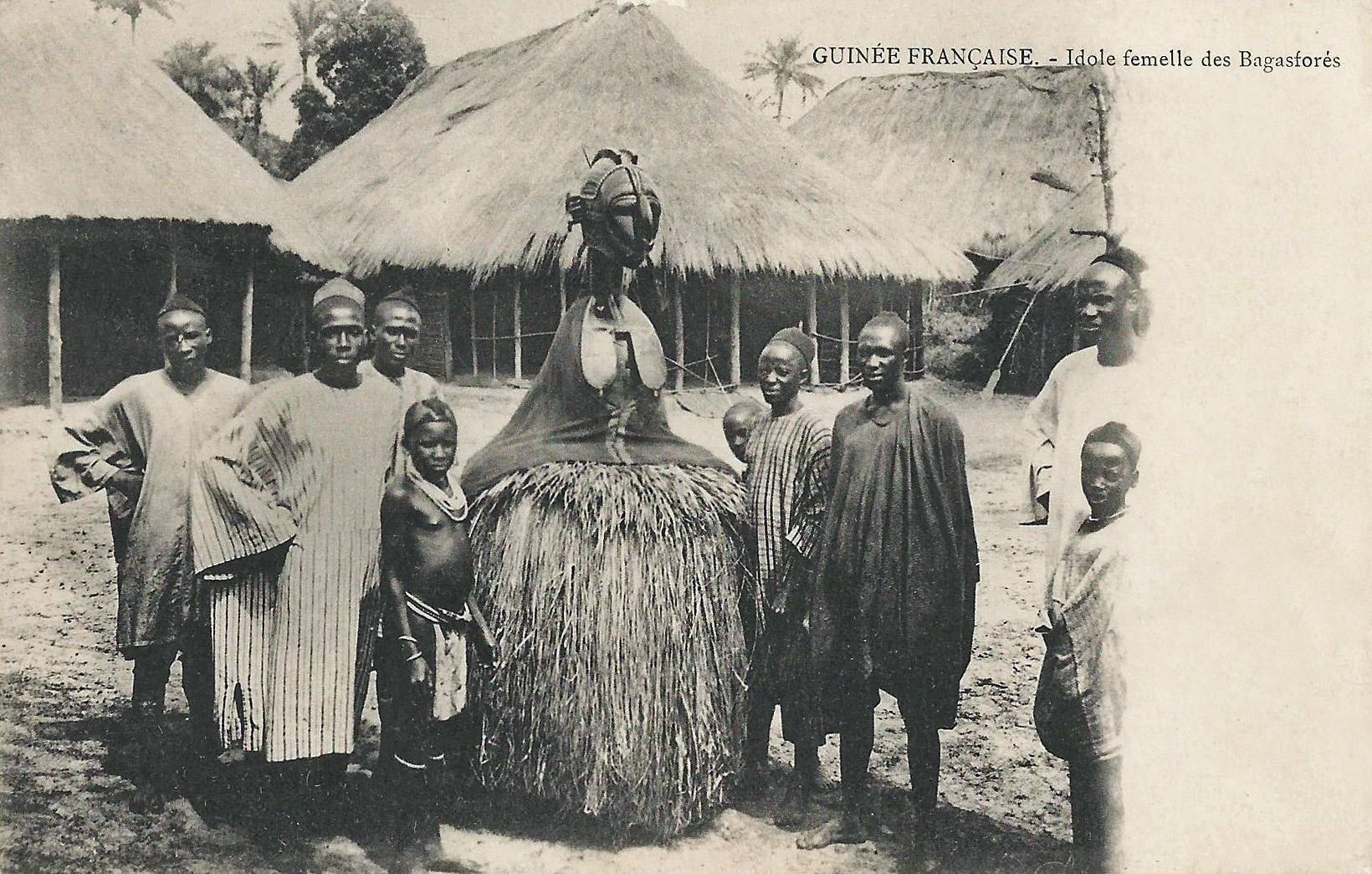
« Idole femelle des Bagasforés » (vers 1904).
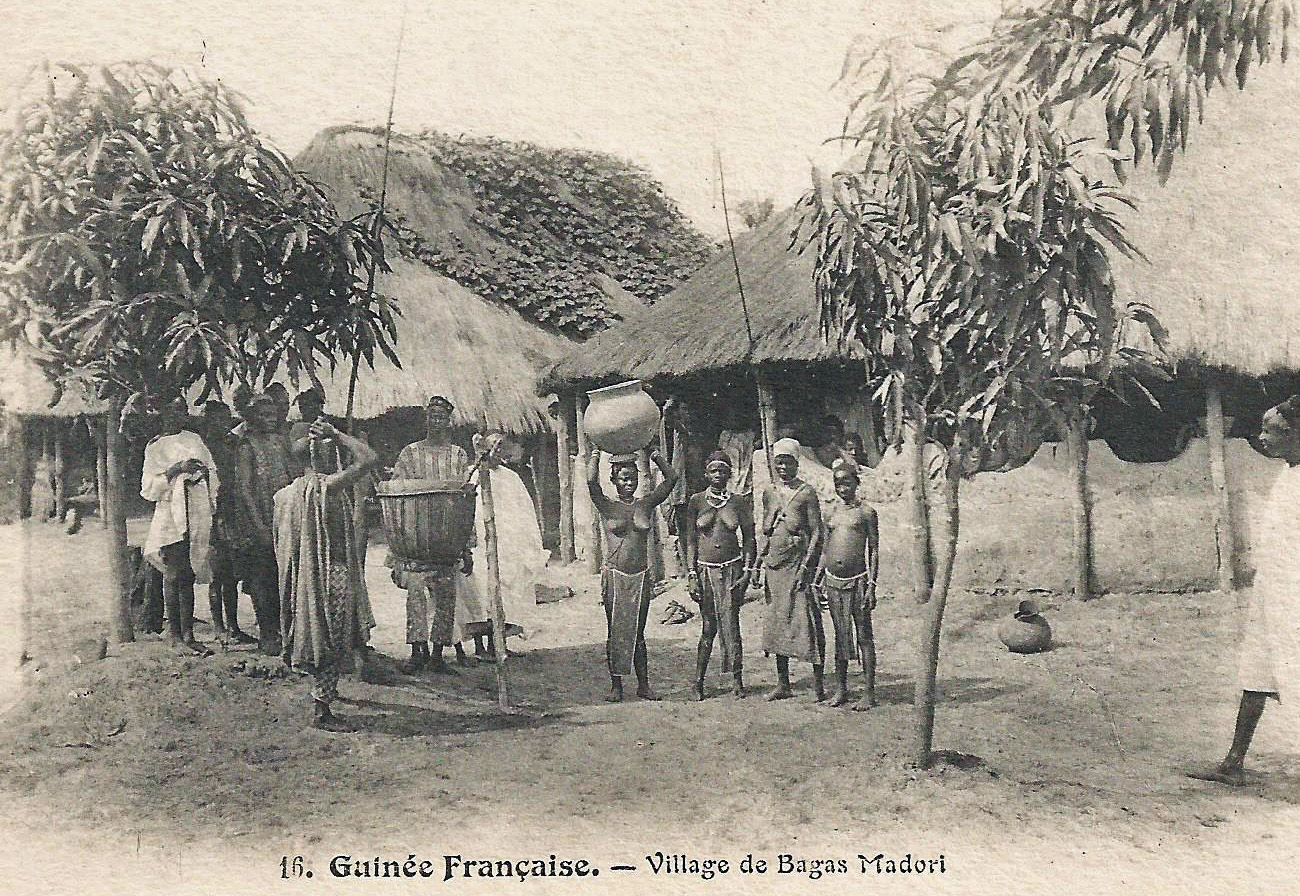
Village de Bagas Madori  (vers 1904).
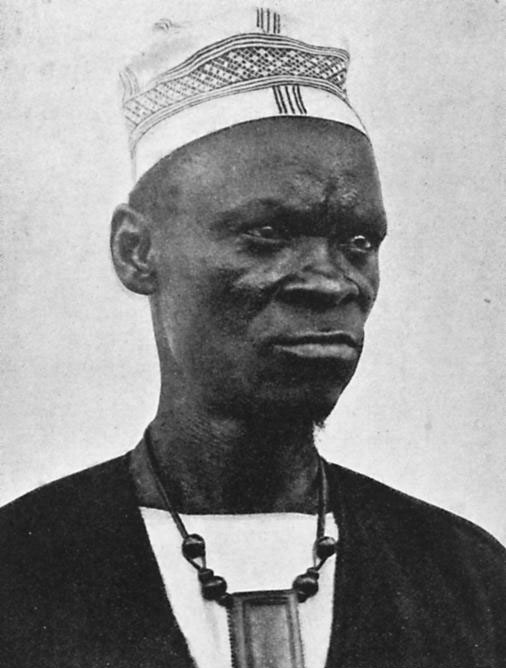
Chef baga de Koba (1914).

## Société
La société baga s'organise autour de la figure du patriarche, car la filiation est patrilinéaire et la famille habite autour de sa demeure, le foké. Les villages, bien que liés aux grandes agglomérations par leur dépendance des services et par les rapports économiques, traditionnellement étaient considérés par leurs habitants comme des communautés indépendantes. Les agglomérations plus grandes, organisées en quartiers, dits ébèñes. L'héritage de la part du fils ainé du contrôle du foké est le moyen des Bagas de maintenir la tradition familiale. Les villages ainsi conçus se développent sur une base familiale, avec les fokés faits de deux ou trois cabanes de parents proches et les ébèñes, composés de fokés voisins, qui représentent des groupes plus larges qui se réclament descendants d'un même ancêtre.

## Croyances et traditions
Musulmans en majorité, ils comprennent néanmoins une forte communauté catholique, avec une christianisation ancienne. Grands féticheurs, ils adoraient les génies locaux et des masques, tels que :
- l'esprit puissant "Ninkinanka" (guérison et fertilité), "Bansonyi" en langue soussou.
- le "Nimba", représentation de la fertilité et de la fécondité créé par les baga de Mbotini a timbiTouni de Pita en 1870 et repris au Bagataye en 1920 par vieux Tommy Panival de Kouffin à l'époque jeune de 26 ans.

Ils avaient aussi un culte astral. Ces cultes sont d'ailleurs toujours vivants. En effet le Dieu suprême se dit en langue Baga "Kanu" ou "Atshol" (littéralement le médicament). Sociétés patriarcales, les Bagas sont tout de même caractérisés par une forte présence des femmes à tous les niveaux de décision, signe d'une société anciennement matriarcale.
Un processus d'islamisation, qui culmine dans les années 1950, met fin à ces pratiques rituelles. Des objets sont brûlés publiquement, des forêts sacrées sont rasées.

### Masques
- Le grand masque-heaume banda possède une structure complexe, associant formes animales et humaines. Autrefois, lors des cérémonies rituelles, il mimait les mouvements des animaux représentés (oiseau, poisson, serpent)[13].

- Le masque monoxyle bansonyi représente l'esprit du serpent-python. Long et sinueux, peint de losanges gravés sur toute sa hauteur qui accentuent l'effet d'ondulation, il  occupe une place importante dans la cosmogonie baga[13].

- Le masque nimba (en soussou) ou d'mba (en baga) est porté sur les épaules par le danseur qui reste entièrement caché sous une jupe de raphia. Un long buste est pourvu d'une ouverture rectangulaire entre deux seins tombants qui lui donne la visibilité nécessaire. Le cou est long, la tête est surmontée d'une crête. Ce masque symbolise la fertilité, féminine ou agricole[5]. Le nimba est devenu un véritable symbole en Guinée, figurant sur des logos d'entreprises ou des billets de banque. Le Nimba d'or est un trophée décerné chaque année dans le domaine sportif[14].

Masques traditionnels
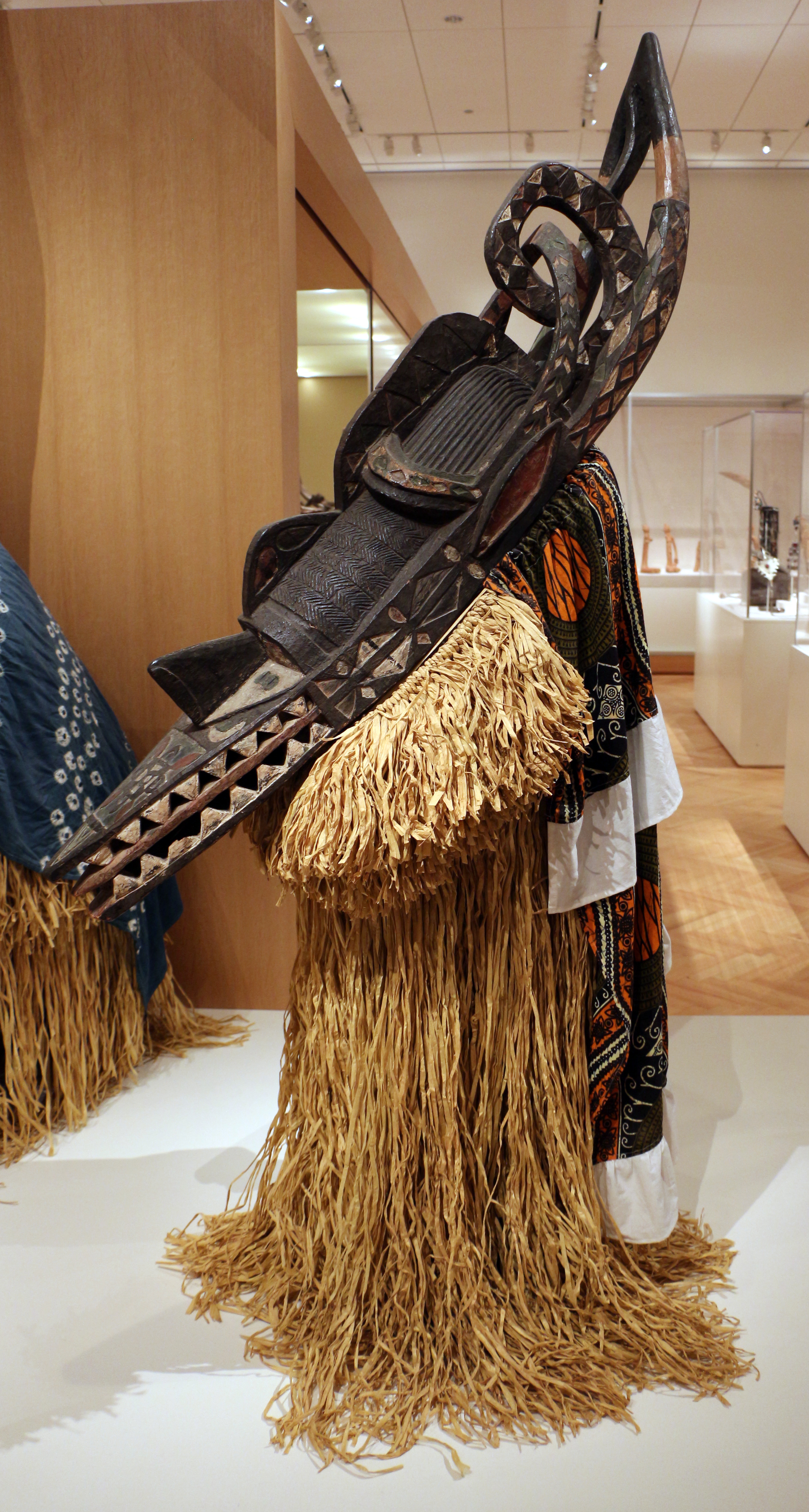
Masque banda ou kumbaruba
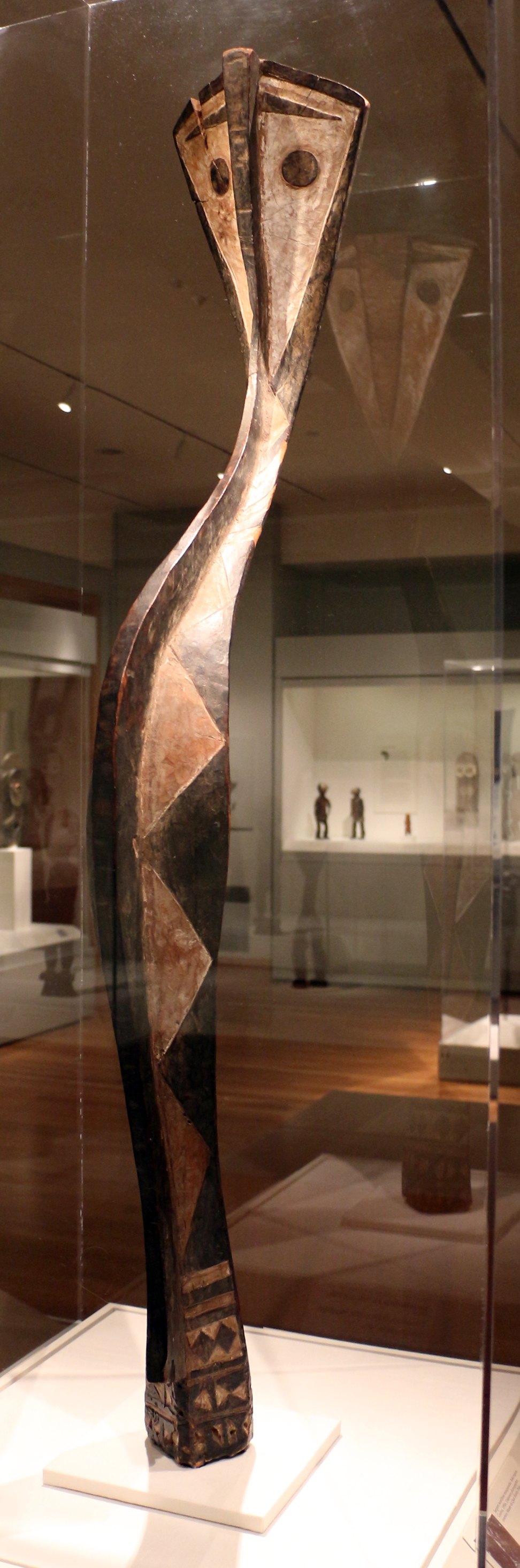
Masque serpent bansonyi[16].
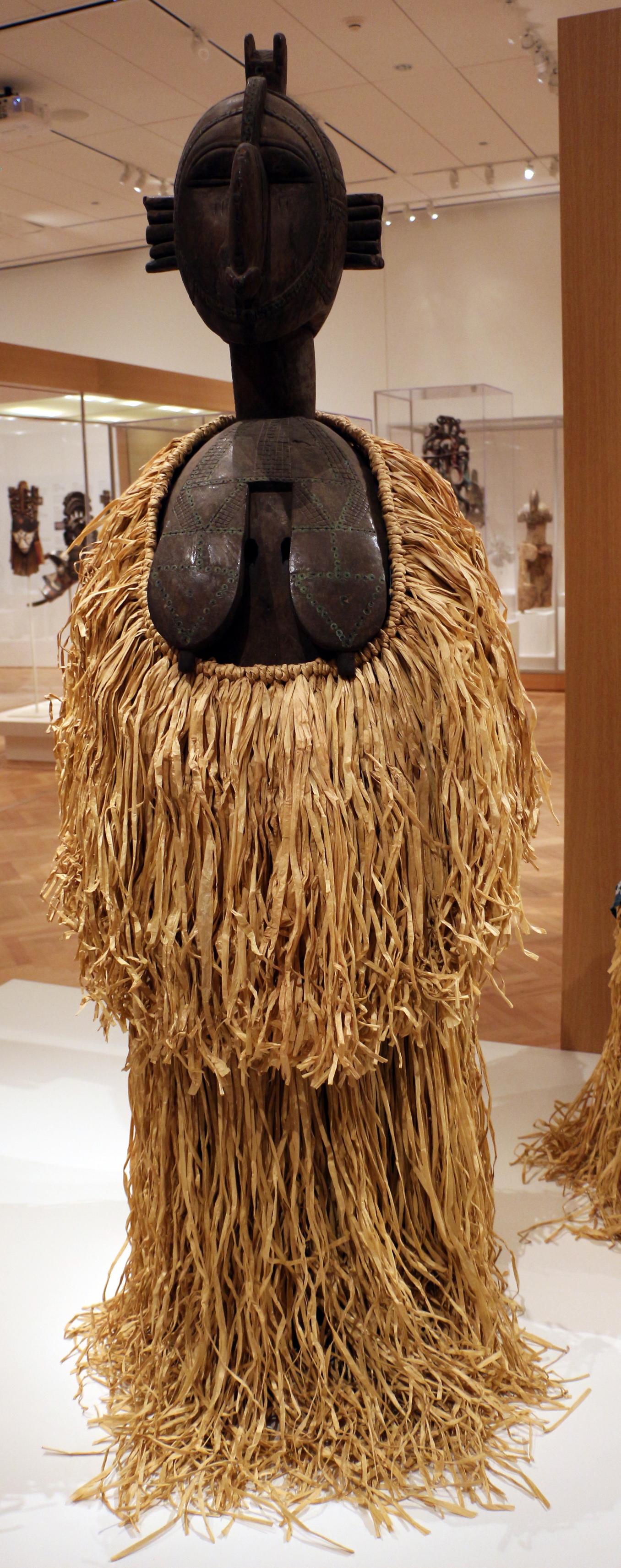
Masque nimba et sa jupe[15].
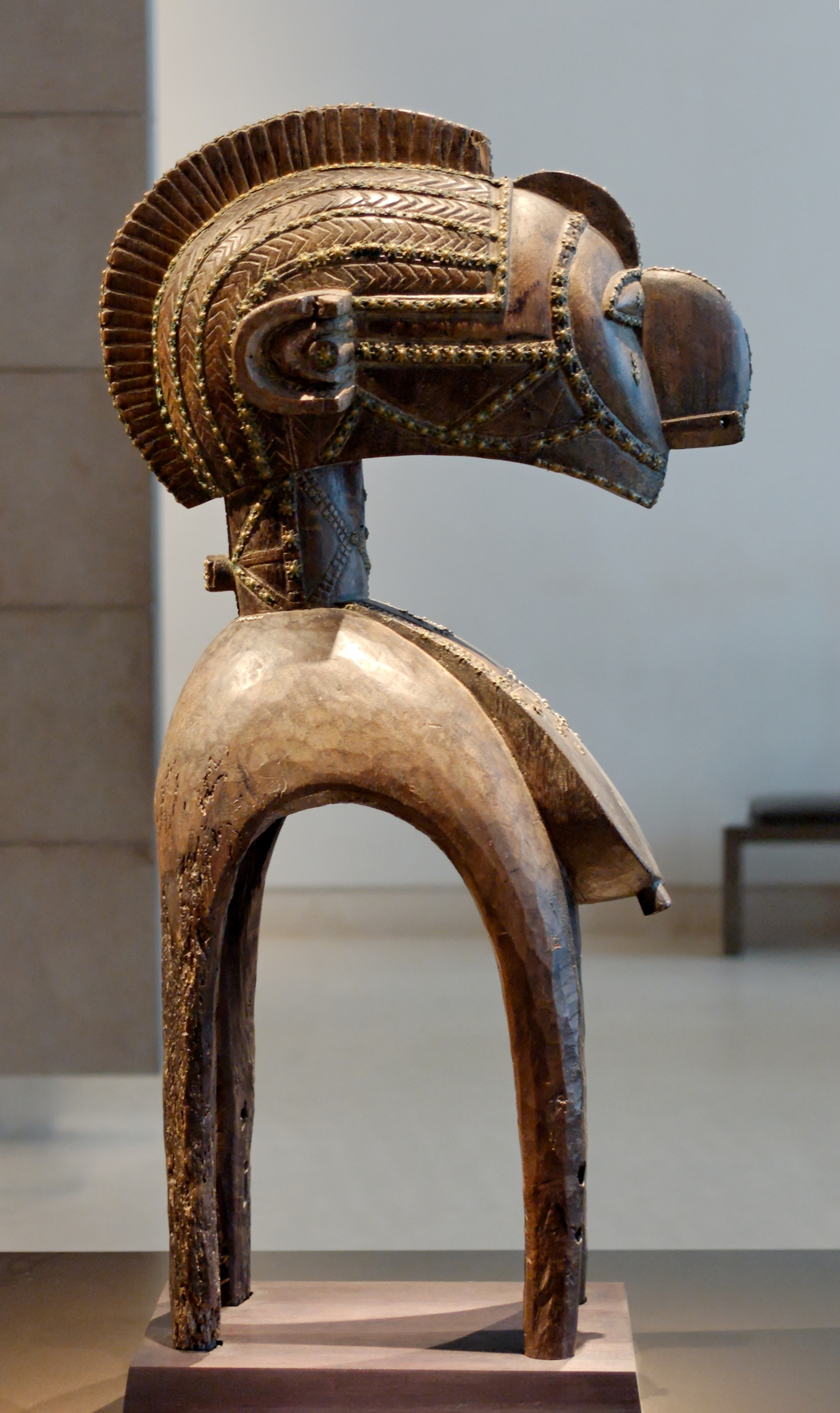
Masque d'épaule nimba[17].

Une nouvelle génération de masques apparaît au XXe siècle, notamment dans les années 1930. 

Toujours utilisé lors de réjouissances ou pour enrayer une épidémie, le masque yombofisa représente la déesse de la beauté. Il peut aussi prendre la forme d'une sirène. 

Très coloré, le masque sibondel est une sorte de boîte – avec une tête de lièvre – contenant des figurines représentant souvent des personnages liés à la période coloniale ou à l'islam. Ce masque incarne une certaine idée de la modernité.

Masques contemporains
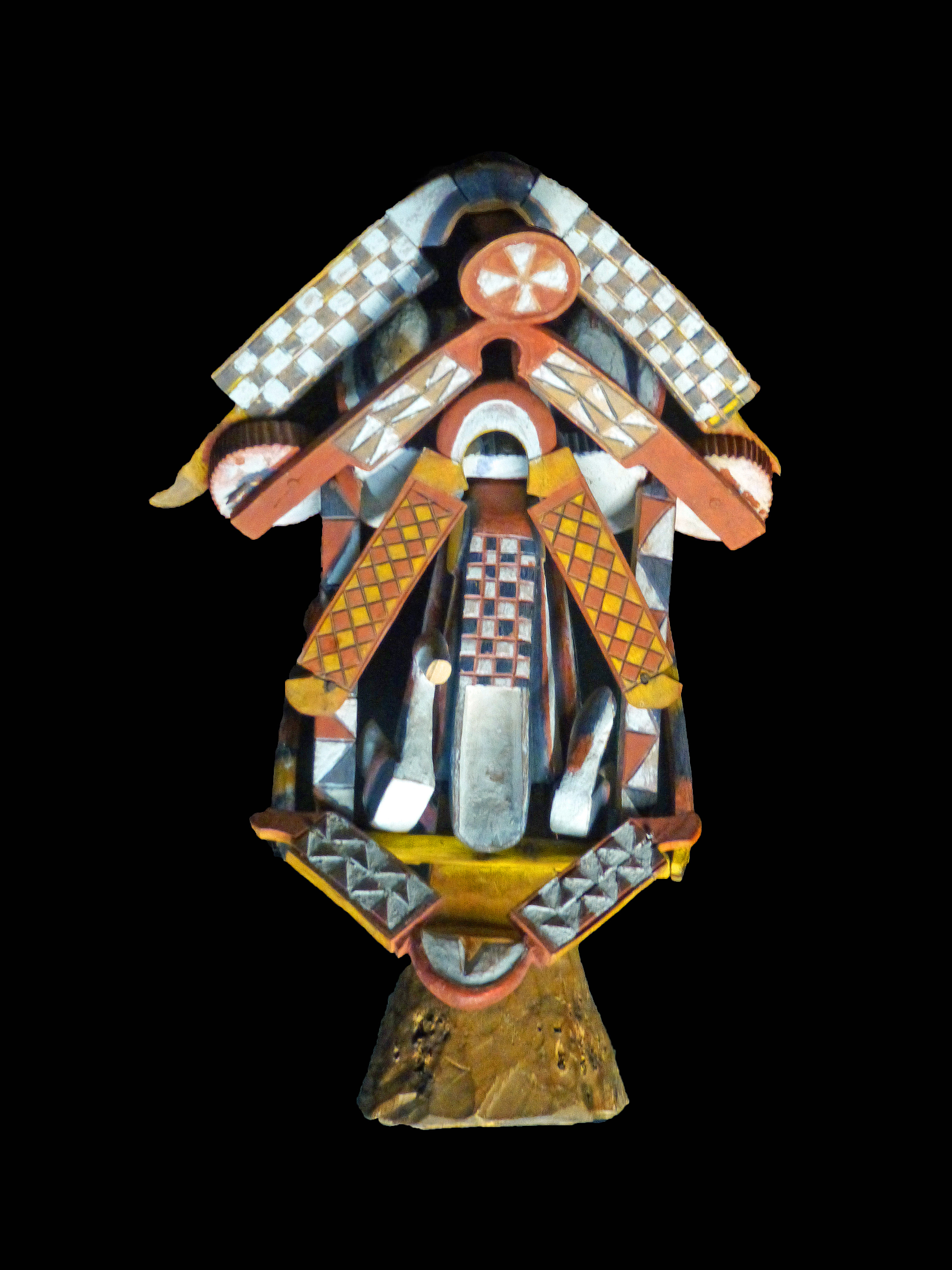
Masque-cimier oiseau[18].
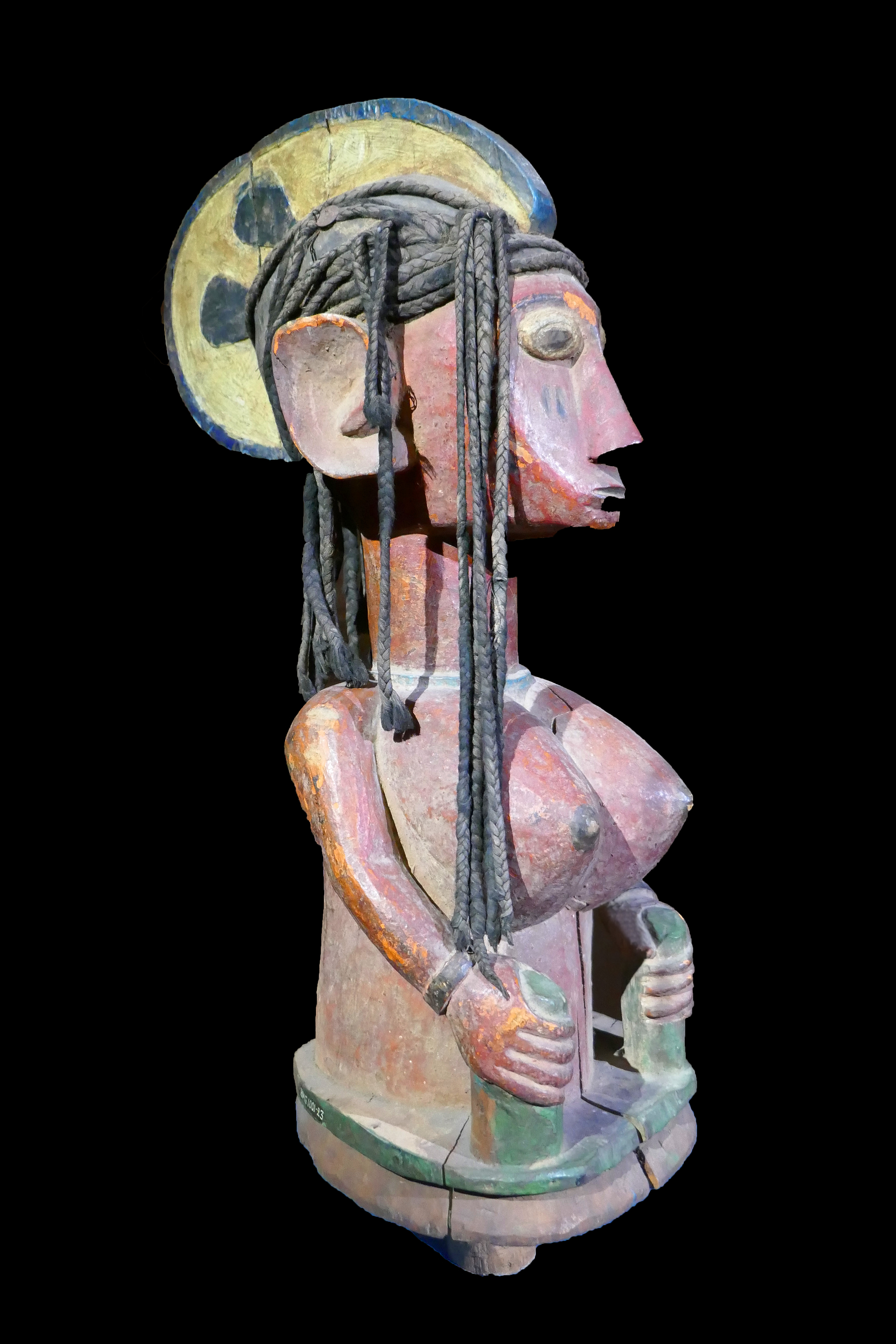
Masque yombofisa[19].
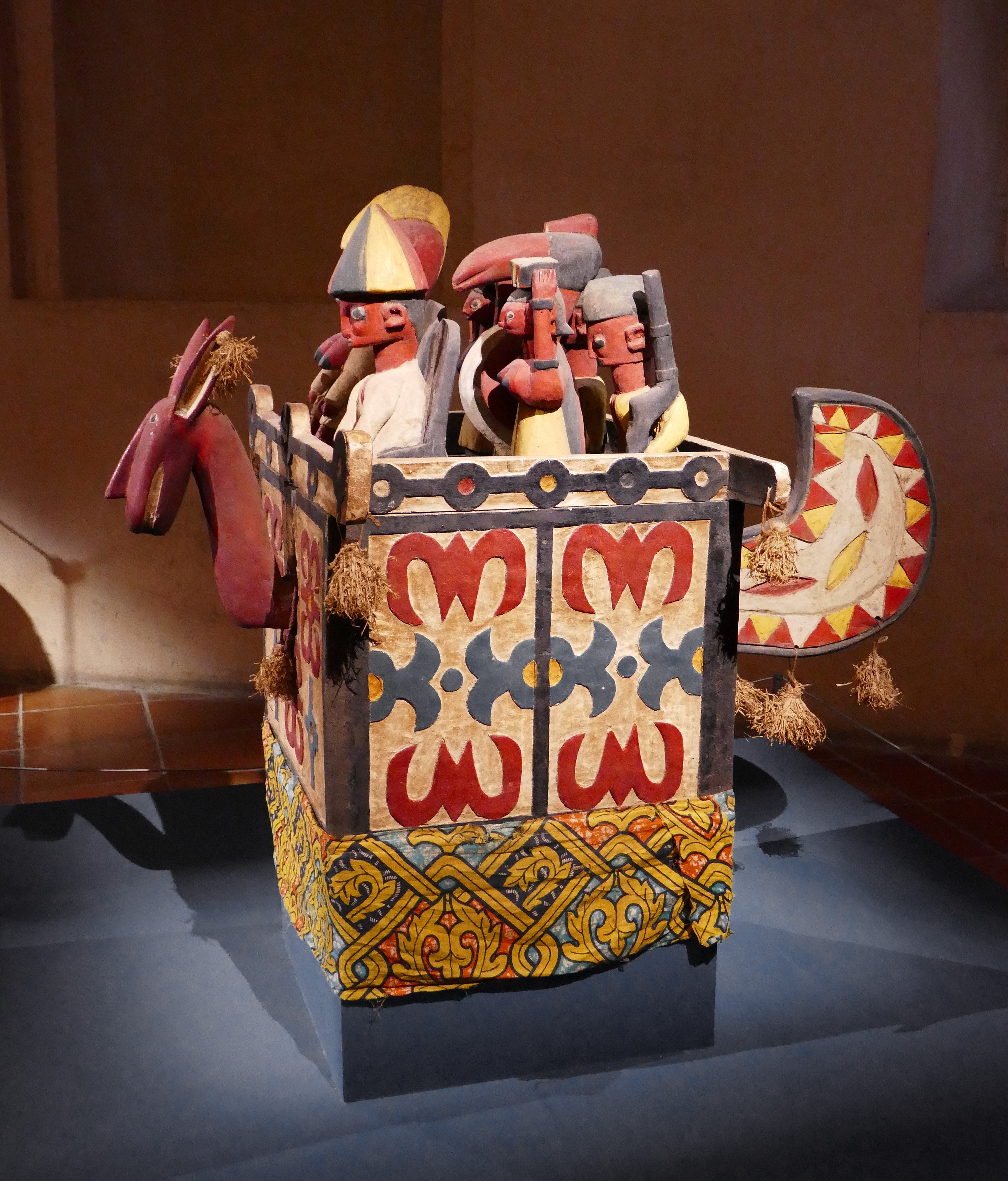
Masque sibondel[19].

### Figures d'autel
Très révéré chez les Baga, A-Tshol représente le dieu créateur, l'ancêtre des ancêtres. Il prend la forme d'une statuette anthropozoomorphe en bois, pourvue d'une grande tête et d'un bec d'oiseau, posée sur un socle circulaire recouvert de tissu et dans laquelle on insère des substances protectrices. Rangés pendant la saison des pluies, les a-tshols sont dévoilés lors d'une grande fête à l'arrivée de la saison sèche, pour des rites d'initiation, funéraires ou sacrificiels.

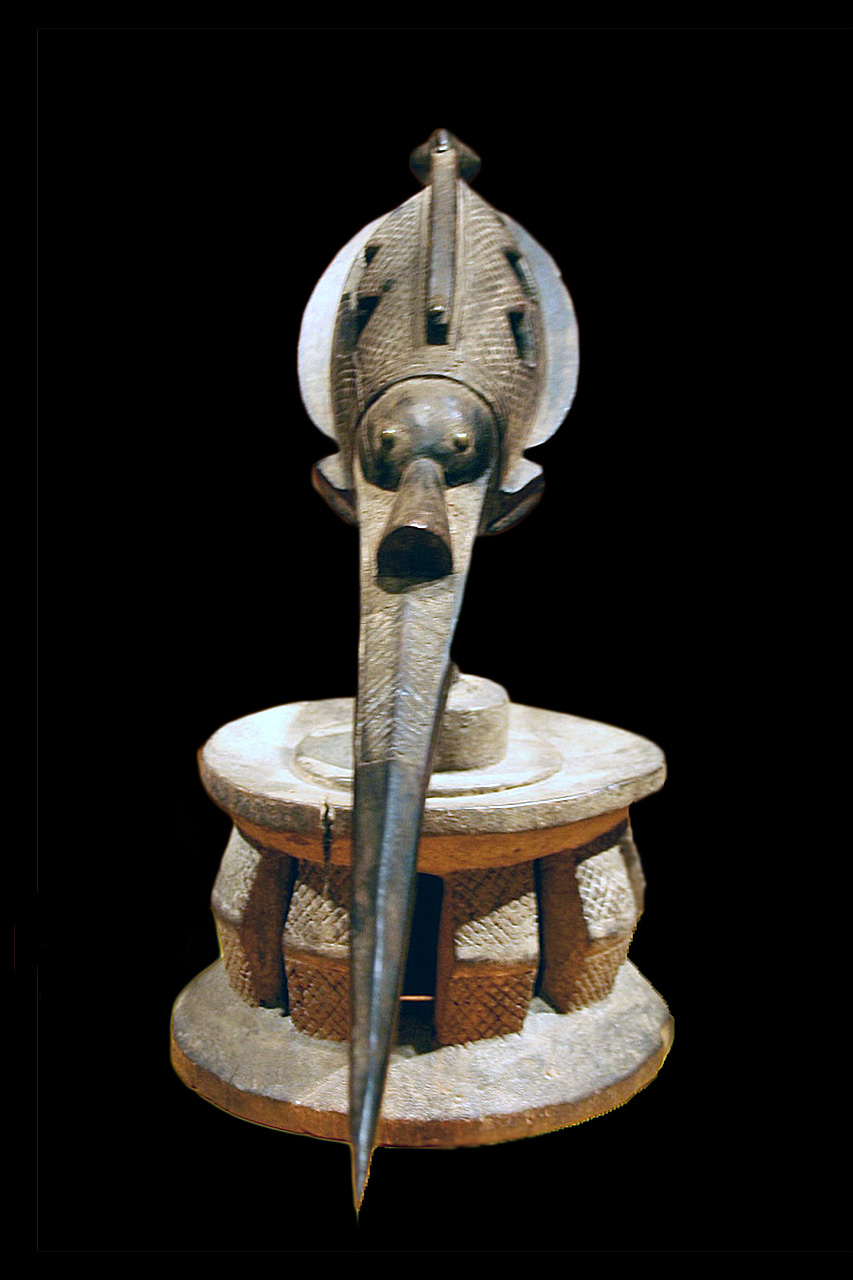
A-Tshol[21].
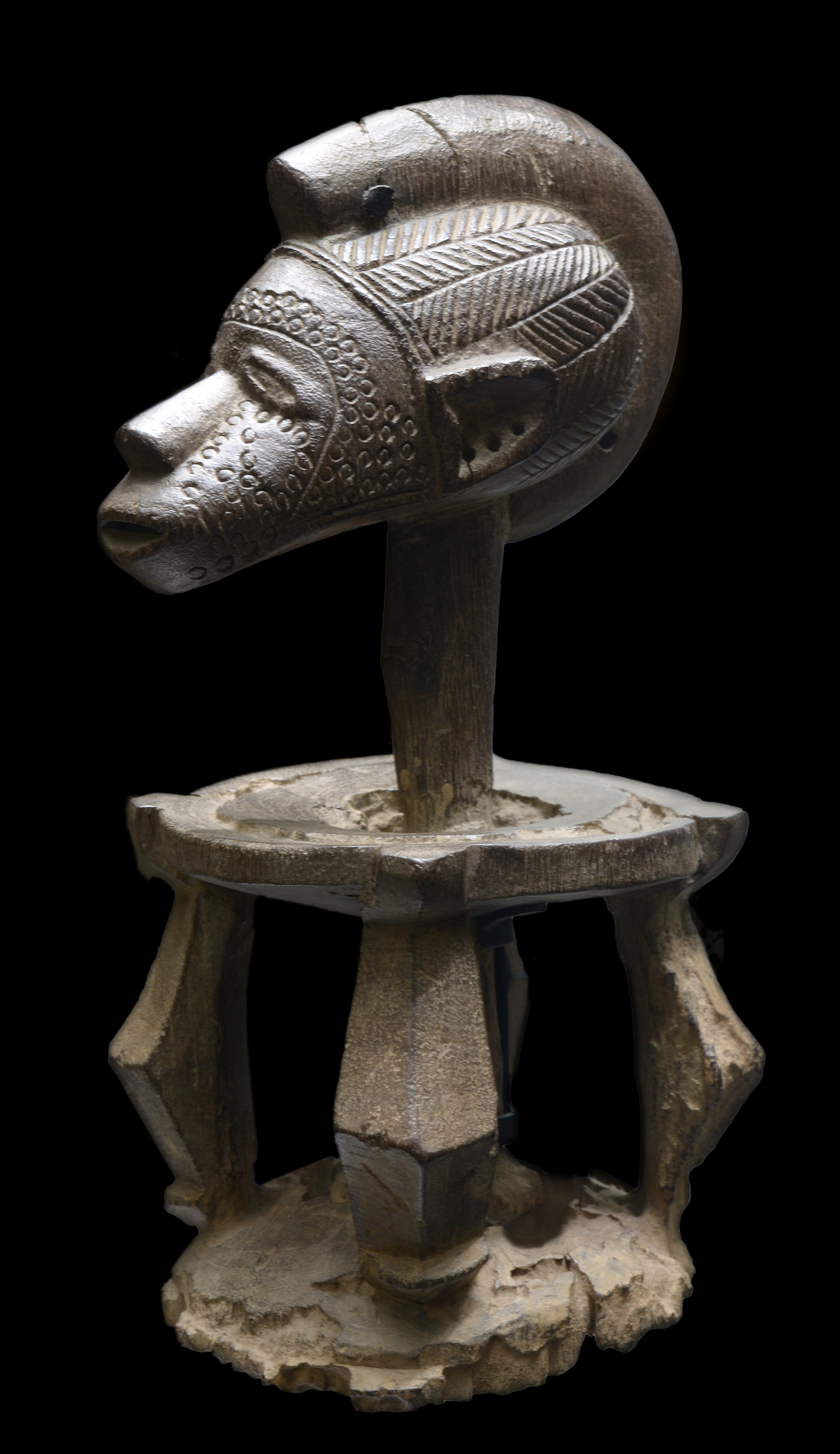
A-Tshol buluñits[22].

### Tambours
Les cérémonies étaient rythmées par des tambours à caryatides en bois décoré et coloré. Hommes et femmes jouaient d'instruments différents. Symbole de l'initiation et du pouvoir des aînés, le tambour masculin (timba) était colossal. Son usage a été abandonné. Le tambour féminin (èndèf), plus petit, est toujours utilisé lorsque des danses importantes sont organisées.

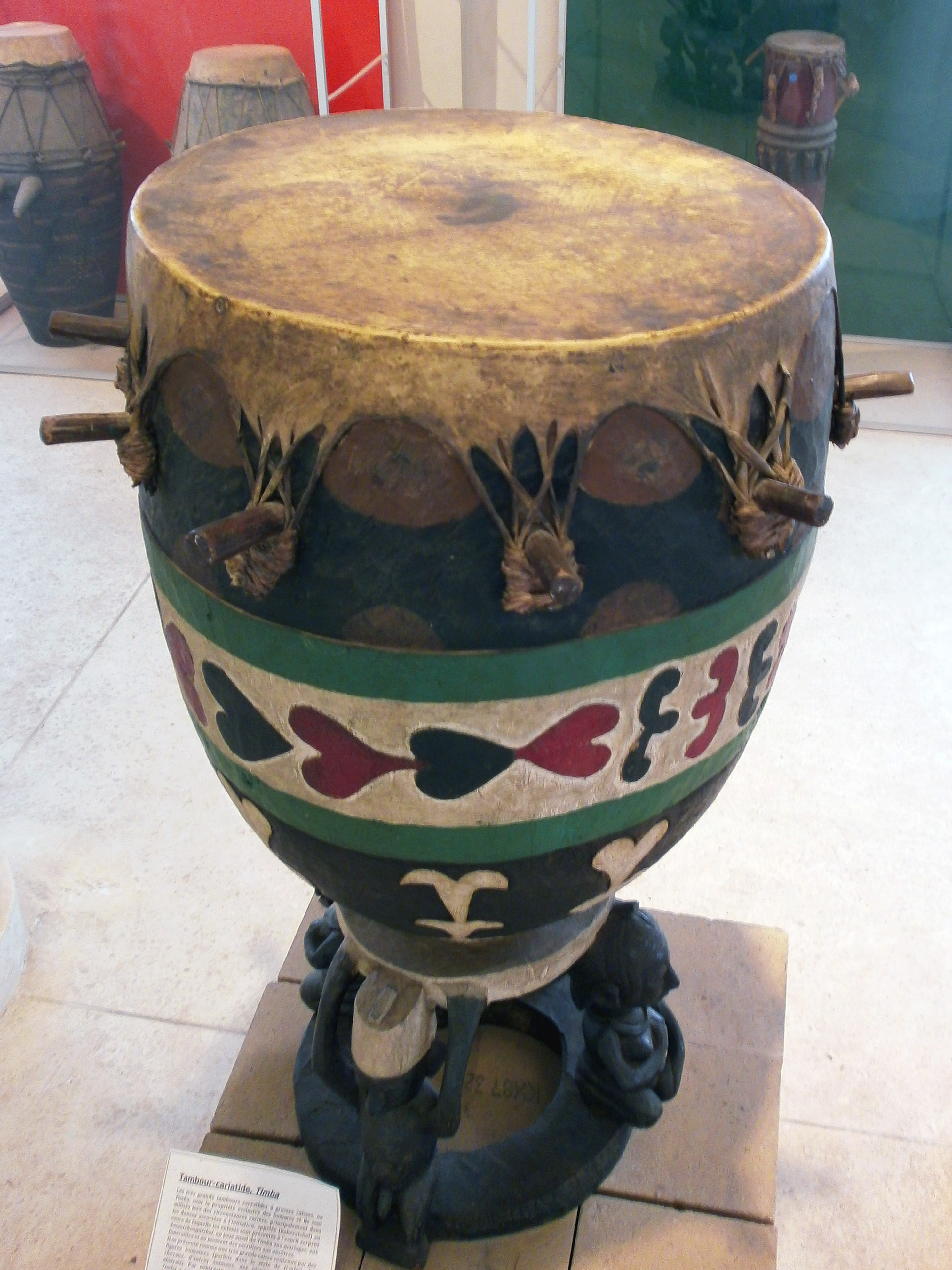
Tambour masculin timba[24].
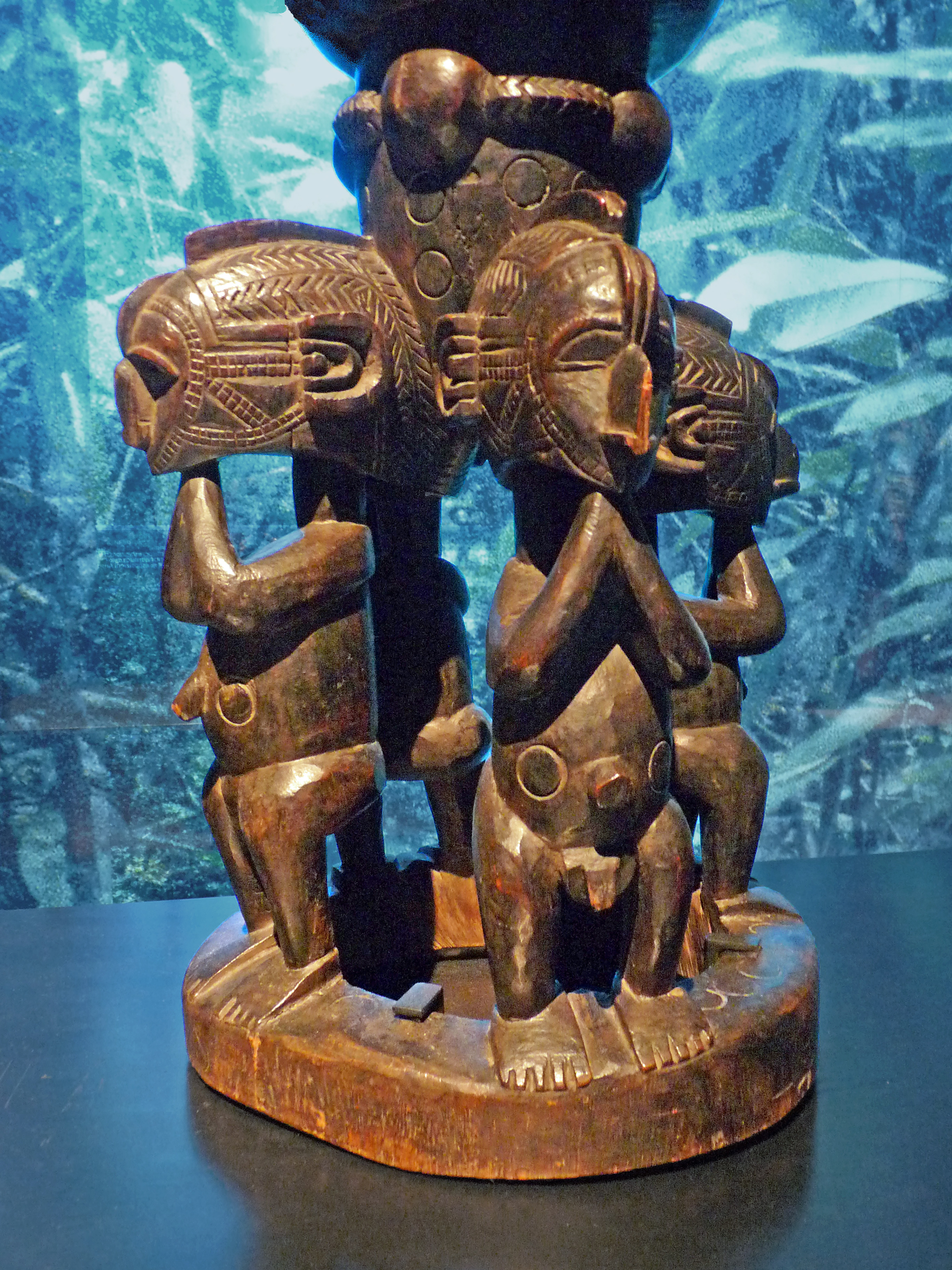
Tambour masculin timba (détail[18]).
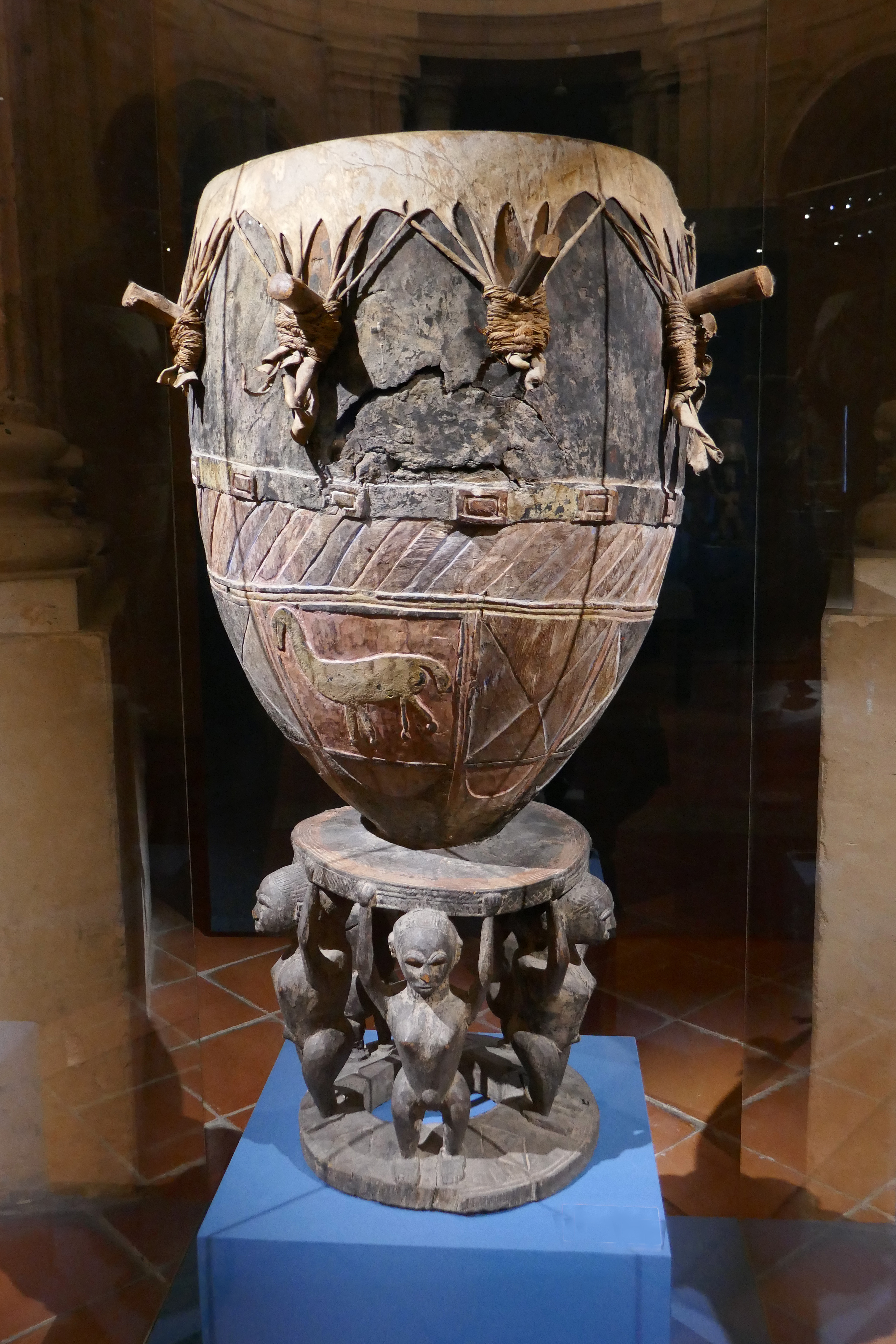
Tambour masculin timba[19].
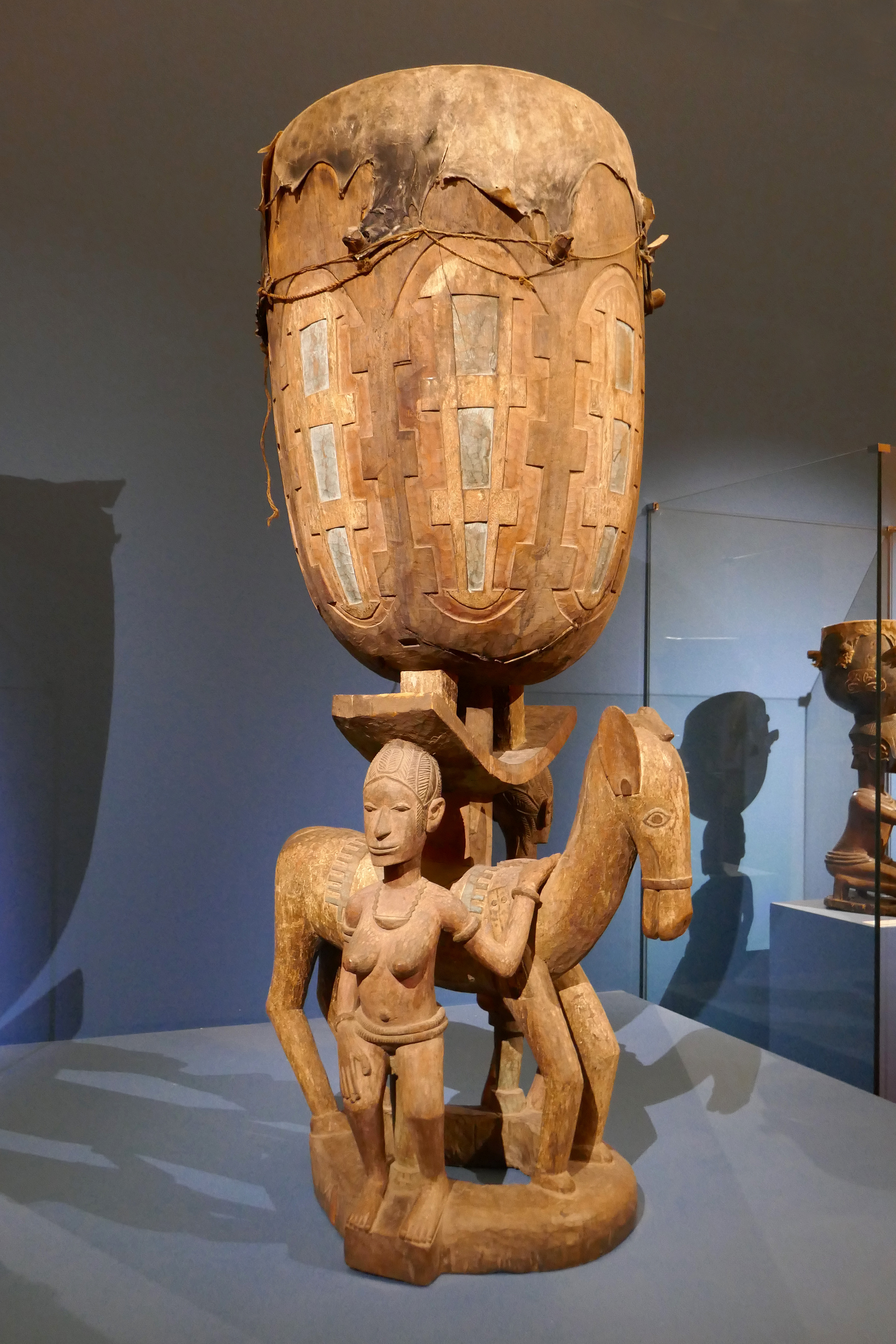
Tambour masculin timba[19].
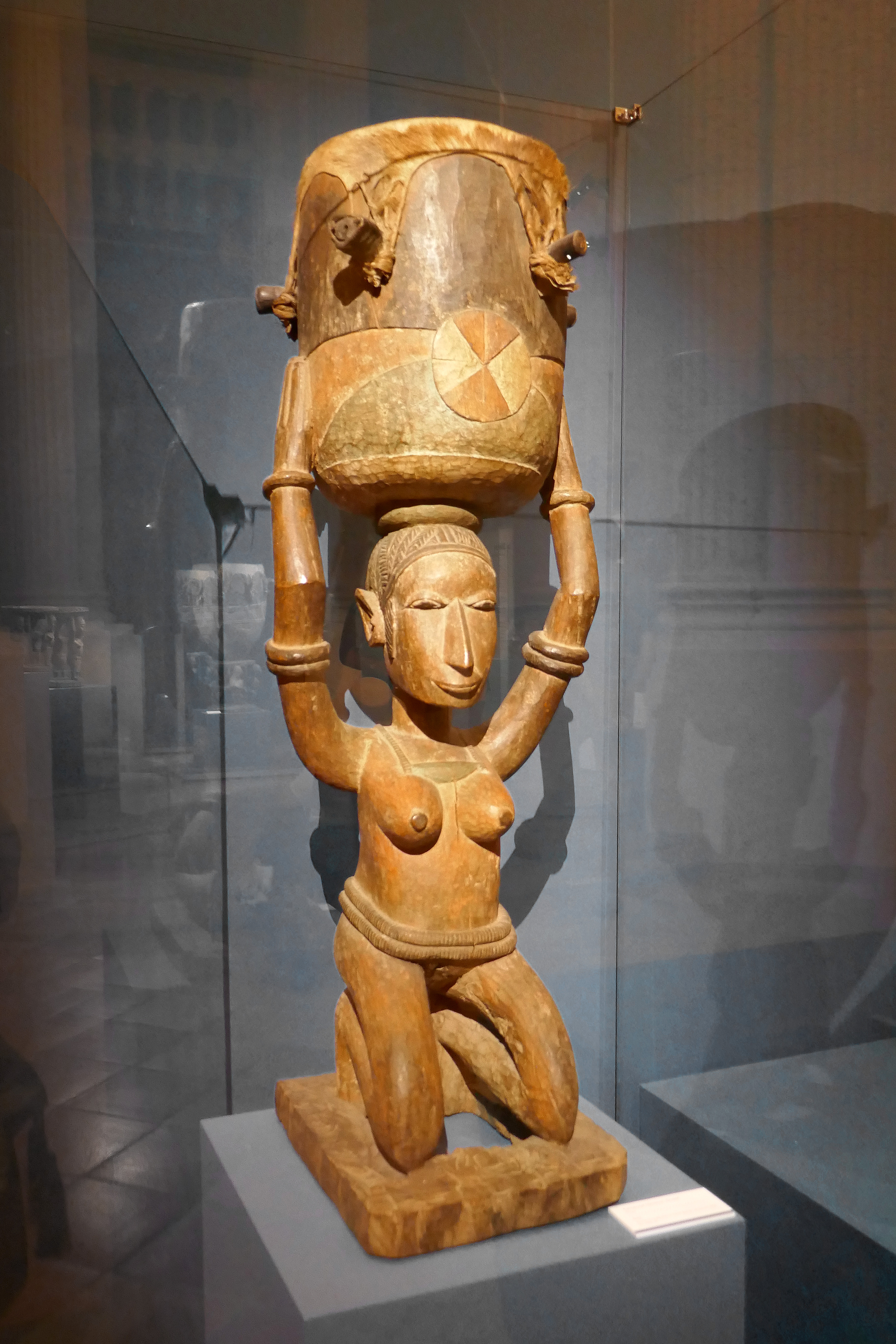
Tambour féminin èndèf[19].
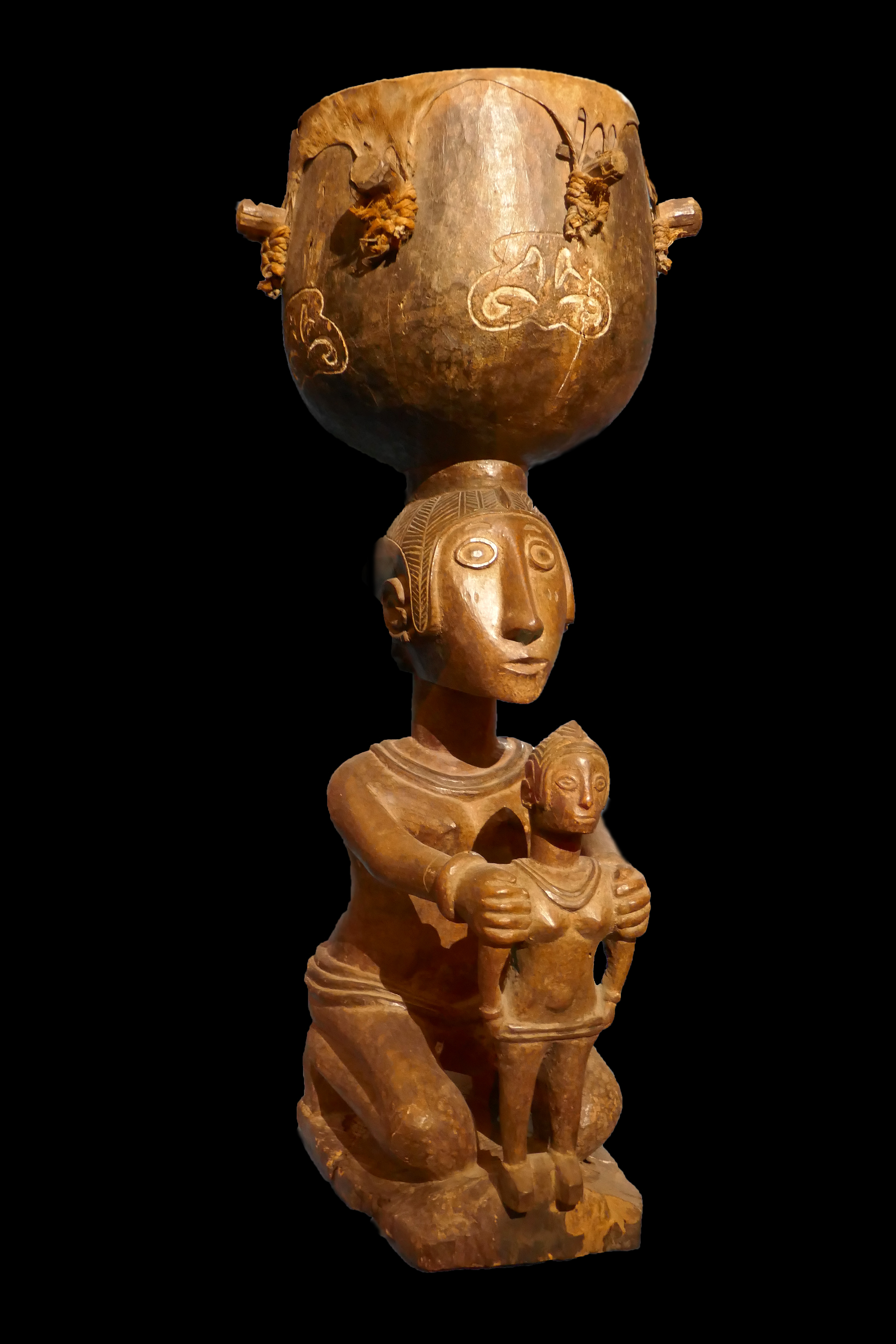
Tambour féminin èndèf[19].

### Sièges
Dès la fin du XIXe siècle, les visiteurs européens, tel André Coffinières de Nordeck, ont décrit les tabourets en bois sculpté des Bagas. Parfois ils étaient emportés dans le bois sacré lors de l'initiation des jeunes garçons, pour que les anciens puissent s'y asseoir et dominer les jeunes initiés. Cependant la plupart étaient conservés dans des cases rondes dédiées où ne pénétraient que les sorciers ou les notables. Personne ne pouvait s'y asseoir, à l'exception des doyens des familles, gardiens des autels.
Le musée Barbier-Mueller détient plusieurs de ces sièges ronds, supporté par quatre caryatides.
L'artiste Arman et sa femme Corice possédaient un tel siège du XIXe siècle, dont ils ont fait don au Brooklyn Museum en 1990.
Désormais aux mains de collectionneurs ou de musées, en Europe ou en Amérique, les sièges à caryatides ne sont plus sculptés dans la région.

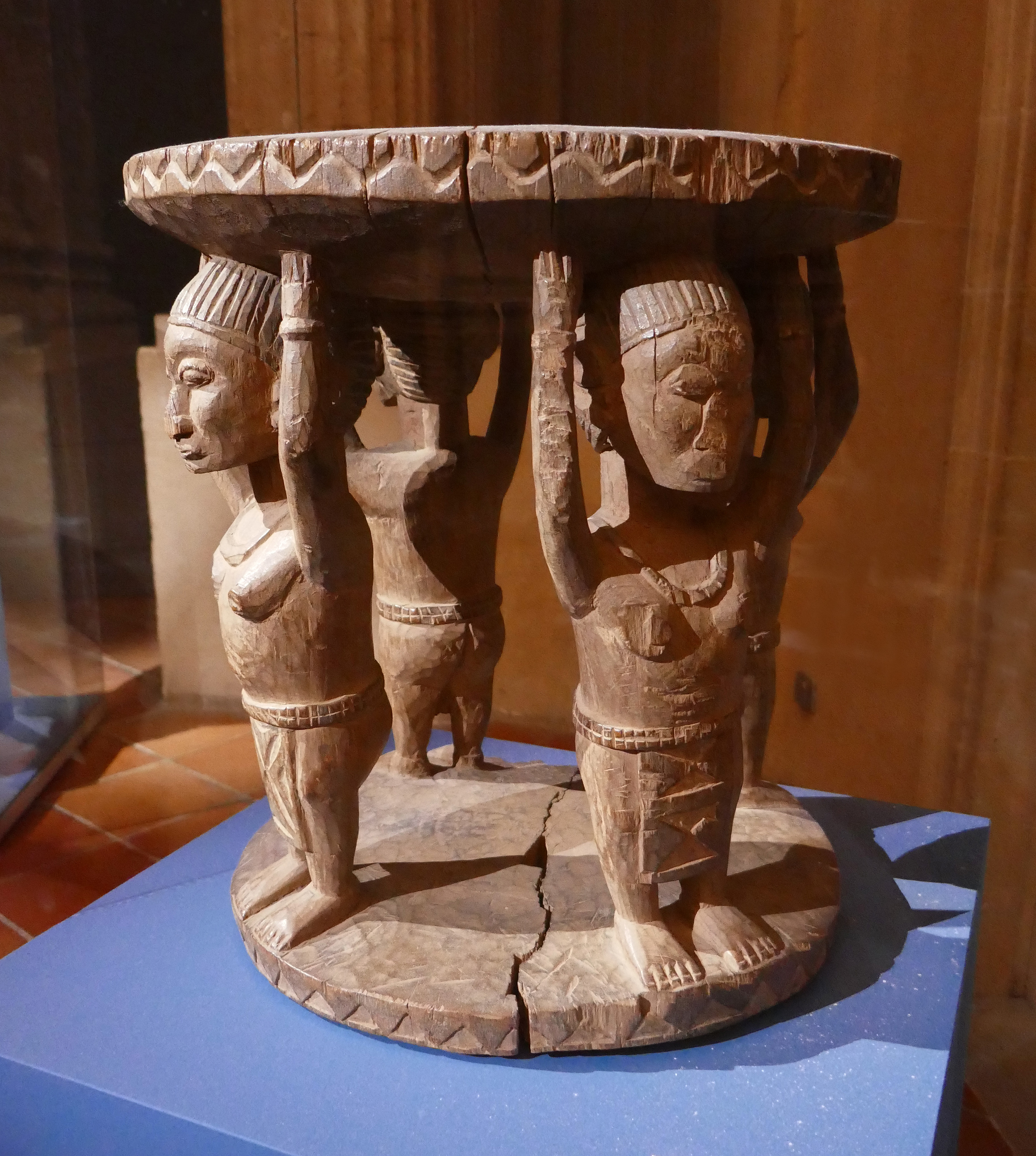
Siège à caryatides du musée Barbier-Mueller[19].
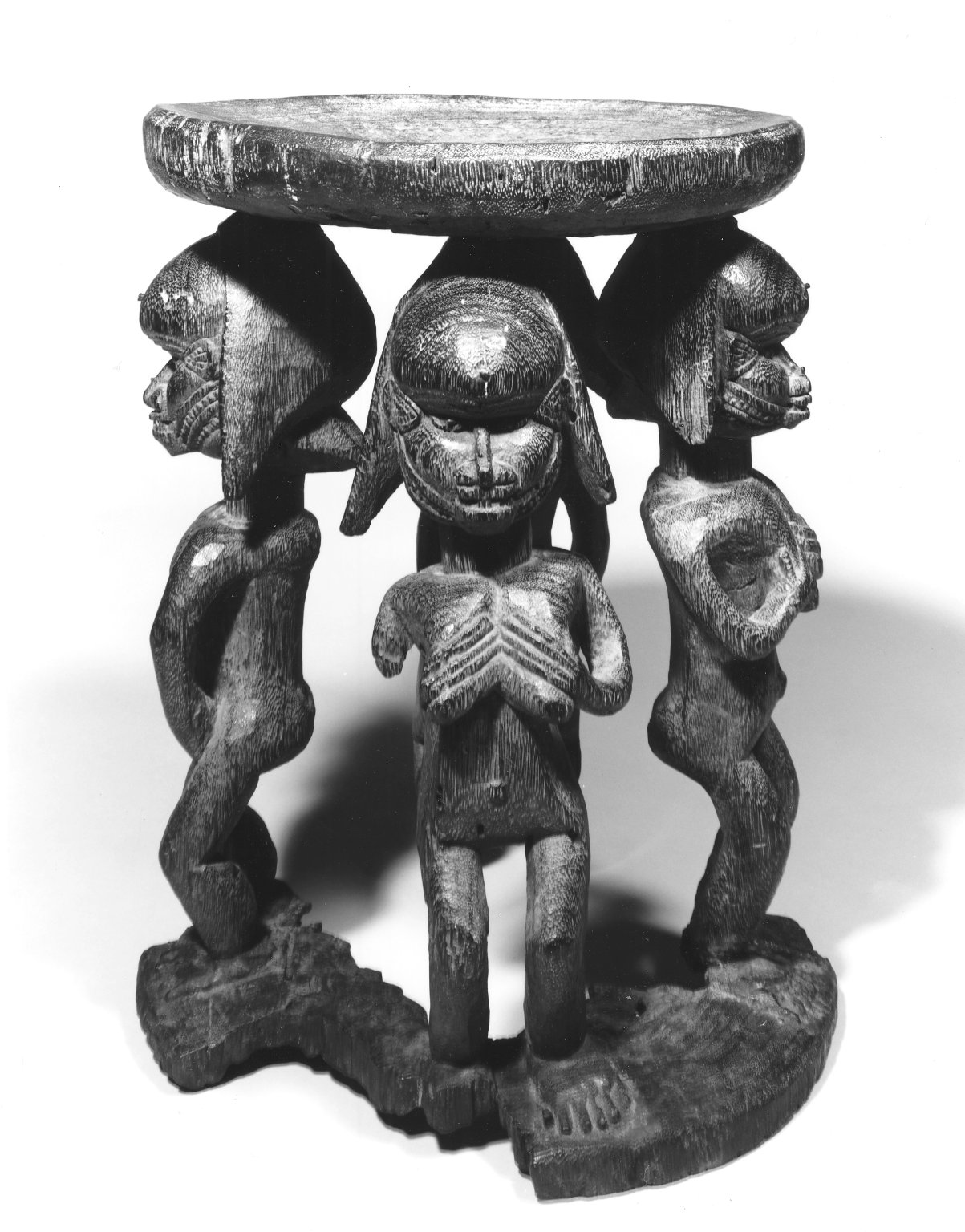
Siège à caryatides du Brooklyn Museum[26].

## Langues
Fortement mélangés aux multiples ethnies de la Basse côte guinéenne (Landoumas, Nalous, Soussous, Yola, Limbas, Téminè, Mikhiforé, etc.), les Bagas (comme ces autres ethnies précitées), en plus de la langue baga, parlent le soussou et répondent même à l'appellation de Susu, à la suite des forts mélanges consécutifs à la promiscuité entre ces différentes ethnies durant les trois derniers siècles.
La langue Baga a plusieurs dialectes. Les Baga de Kakilensy, kataco, Maren ont le même dialecte. Kwass, Tolgotch et Katongoro même dialecte. Bigori, kalktchè et kfin, etc. Les Forés parlent un dialecte proche des Nalous du nord, faisant partie des Bagas sitémou, car les deux peuplades sont originaires de la région de Pita. À leur tour, les Bagas sitésmous parlent un dialecte proche de la langue  timné de la Sierra Leone.

## Personnalités notables
- Capitaine Tomba (XVIIIe siècle) chef local opposé au commerce triangulaire, capturé et fait esclave en 1721.